# Guys and Balls
Pour plus de détails, voir Fiche technique et Distribution.
Guys and Balls

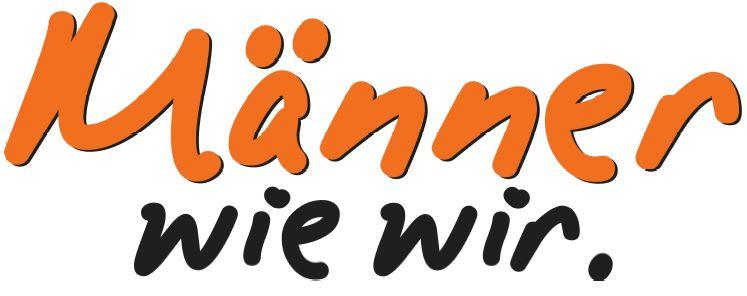
Logo du film Männer wie wir/Guys and Balls

(titre original allemand : Männer wie wir) est une comédie sportive et romantique de 2004 de la réalisatrice germano-américaine Sherry Hormann dont le sujet est un gardien gay qui construit une équipe de football gay pour jouer contre son ex-équipe, qui l'a licencié par homophobie

## Synopsis
Ecki vit avec ses parents qui possèdent une boulangerie à Boldrup, une petite ville allemande (fictive) près de Dortmund. Le football, le passe-temps national allemand, est particulièrement populaire dans cette région fortement industrialisée et Ecki est un joueur passionné et talentueux jouant depuis son enfance dans le club local, le FC Boldrup.
Dans un match décisif, il ne parvient pas à arrêter un ballon lors d'une pénalité et l'équipe ne parvient pas à obtenir la promotion dans la ligue de district. L'équipe est dévastée et se saoule lors d'une fête. Ecki est ensuite expulsé de l'équipe, son erreur étant utilisée pour couvrir la vraie raison, la révélation qu'il est gay survenue lorsque certains de ses coéquipiers le voient en train d'embrasser sur la bouche un autre joueur, Tobias.
Ecki est provocant et entreprend immédiatement de former sa propre équipe afin de battre ses ex-coéquipiers. Il part donc pour Dortmund chercher des membres pour sa nouvelle équipe avec l'aide de sa sœur Susanne, qui vit dans cette ville. Des fans de son club préféré, le Borussia Dortmund, il ne trouve qua confusion, mais il parvient progressivement à recruter plus de joueurs homosexuels pour son équipe dans d'autres endroits, notamment un magasin de kebab et un bar de la communauté cuir, le 'Steel Tube',. Parmi les plus grands des espoirs figurent les deux Brésiliens Ronaldo et Ronaldinho et le libraire hétérosexuel, Klaus.
Il parvient également à conquérir le cœur de Sven, qui devient son premier petit ami. L'entraînement de l'équipe est assuré par Karl, un ancien joueur de football qui a quitté le sport il y a des années après une défaite cinglante.
Lorsque le grand jour du match arrive, le match commence mal pour l'équipe d'Ecki, mais ils parviennent à triompher de ses anciens coéquipiers en laissant leur homophobie se retourner contre eux-mêmes.  

## Fiche technique
- Titre original : Männer wie wir
- Titre français : Guys and Balls
- Réalisation : Sherry Hormann
- Scénario : Benedikt Gollhardt
- Photographie : Hanno Lentz
- Montage : Magda Habernickel, Eva Schnare
- Musique : Martin Todsharow
- Costumes : Gabriele Binder
- Pays d'origine : Allemagne
- Langue originale : allemand
- Format : couleur
- Genre : comédie
- Durée : 106 minutes
- Dates de sortie :
  - Allemagne : 7 octobre 2004

## Distribution
- Eileen Eilender : Susanne jung 1
- Leon Breitenborn : Ecki jung 1
- Dietmar Bär : le père
- Saskia Vester : la mère
- Anna Koesling : Susanne jung 2
- Steven Wellmann : Ecki jung 2
- Melody Sitta : Cordula jung
- Jan Giffel : Udo jung
- Maximilian Brückner : Ecki
- Willi Thomczyk : Wirt, Ticket seller
- Jochen Stern : Rentner Rudi
- Judith Hoersch : Cordula
- Carlo Ljubek : Udo
- Mirko Lang : Tobias
- Tobias van Dieken : Bernhard (typographié : Tobias Vandieken)
- Simon Solberg : Frank
- Felix Vörtler : Udos Vater
- Lisa Maria Potthoff : Susanne
- Hans Löw : Klaus
- Nikolai Will : Kunde in der Bäckerei, Customer
- Rolf Zacher : Trainer Karl
- Mariele Millowitsch : Wirtin Elke
- Ute Maria Lerner : la femme enceinte
- Nicholas Bodeux : Ehemann
- David Rott : Sven
- Heppi Pohl : beer garden Guest 1
- Dirk Koch : beer garden Guest 2
- Andreas Schmidt : Jürgen
- Michael Kleiber : BVB Fan 1
- Hans-Joachim Bauer : BVB Fan 2
- Billey Demirtas : Ercin
- Markus John : Tom
- Christian Berkel : Rudolf
- Charly Hübner : Horst

## Prix
- Prix du public au Connecticut Gay & Lesbian Film Festival 2006 dans la catégorie Meilleur long métrage (3e place)[1]
- Prix du public au Festival du film gay et lesbien 2005 à Philadelphie dans la catégorie Meilleur long métrage
- Prix du public au Milano Festival Internazionale di Cinema Gaylesbico 2006 dans la catégorie Meilleur film
- Prix du public d'Outfest 2005 à Los Angeles dans la catégorie Fonctionnalité narrative exceptionnelle
- Prix du Jury au Lesbian & Gay Festival Brussels 2005 dans la catégorie Meilleur film en langue étrangère
- Prix du public du Gay & Lesbian Film Festival 2005 à Long Island dans la catégorie Meilleur Long Gay